# Turgénieve (Bilohirsk)
|  | Per a altres significats, vegeu «Turguénevo». |

Turgénieve (en (ucraïnès): Тургенєве, en rus: Тургенево, Turguénevo) és un poble de la República Autònoma de Crimea a Ucraïna, que el 2014 tenia 316 habitants. Pertany al districte de Bilohirsk.